# 和歌山県立南部高等学校
和歌山県立南部高等学校（わかやまけんりつみなべこうとうがっこう）は、和歌山県日高郡みなべ町に所在する公立高等学校。地元の農業を支えているほか、高校野球やレスリング等のスポーツでも実績のある高校である。また、梅干し・梅酒などの原料として人気を博する南高梅（なんこううめ）の発祥の地であり、その名前の由来ともなったと言われている。通称は南高（なんこう）。

## 設置学科
普通科
定員120名、3クラス。うち1クラスは平成6年度より進学コース。
食と農園科
定員120名、3クラス、3コース（園芸、食品加工、食文化探求）。2017年新設。

### 過去の学科
生産技術科・園芸科
- それぞれ定員40名、1クラス。平成9年度より農進コースが設置されていた。
- 生産技術科は食品の製造方法、化学分析、流通等について学び、園芸科は農業技術の習得および情報処理について学ぶ。

服飾デザイン科
定員40名、1クラス。

服飾デザイン、被服製作、情報処理を履修

## 教育目標
- 生命の尊厳
- 健康な心身の育成
- 公民性の涵養
- 学力の向上
- 人権教育・国際理解教育の推進

## 沿革
- 1948年（昭和23年） - 紀南農業学校（1904年創設）と紀南高等女学校（1925年創設）が合併して、普通科、農業科、園芸科で創立。
- 1951年（昭和26年） - 家政科を新設。
- 1956年（昭和31年） - 和歌山県立日高高等学校山路郷分校を龍神分校として移管。
- 1957年（昭和32年） - 運動場拡張。
- 1966年（昭和41年） - 各種特別教室・農地等完工。
- 1967年（昭和42年） - 本館・特別教室等完工。
- 1980年（昭和55年） - 第三棟完工。
- 1981年（昭和56年） - 寄宿舎完工。
- 1984年（昭和59年） - 新体育館（2,079m2）竣工。
- 1993年（平成 5年） - 家政科を募集停止し、服飾デザイン科を新設。
- 1995年（平成 6年） - 大規模改修工事等完工。農業科募集停止。生産技術科を新設。
- 2003年（平成15年） - 寄宿舎等改修工事完工。
- 2004年（平成16年） - （紀南農業高校から数えて）創立100周年記念事業（学友会館・クラブハウス建設）、記念式典挙行。
- 2017年（平成29年） - 生産技術科・園芸科・服飾デザイン科の募集停止。統廃合の上、食と農園科を新設。
- 2019年（平成31年）3月 - 生産技術科・園芸科・服飾デザイン科閉科。

## 学校長
- 原田武俊（～平成14年度）
- 畑崎周定（平成14年度～）
- 澤竹孝幸（平成20年度～）
- 緒方政仁（平成22年度～）
- 森順（平成24年度～）
- 浜野仁孝（平成27年度～）
- 神藤恭光（平成31年度～）

## 硬式野球部実績

### 全国高等学校野球選手権大会
- 1963年（第45回）、1982年（第64回）に出場。

### 選抜高等学校野球大会
- 1963年春（第35回）、1992年春（第64回）、1993年春（第65回）、2001年春（第73回）に出場。

### その他実績
- 春季近畿大会に6回、秋季近畿大会に15回出場。

## 姉妹校
- 済南第一中学校（中国・山東省）
- 済南農業学校（上に同じ）

### その他交流のある学校
- ティンブーン高校（オーストラリア・ビクトリア州）

## アクセス
- 西日本旅客鉄道（JR西日本）紀勢本線南部駅
- 阪和自動車道（近畿自動車道紀勢線） みなべIC

## 著名な出身者
- 大黒坊弁慶 - 元プロレスラー・元大相撲力士
- 藤本勝巳 - 元プロ野球選手・阪神タイガース
- 滝川博己 - 元プロ野球選手
- 上田次朗 - 元プロ野球選手・阪神タイガース・南海ホークス
- 吹石徳一 - 元プロ野球選手・近鉄バファローズ（当時）、女優吹石一恵の父
- 植田幸弘 - 元プロ野球選手・広島東洋カープ・西武ライオンズ
- 谷浩弥 - 元プロ野球選手・読売ジャイアンツ、千葉ロッテマリーンズ
- 濱中治 - 元プロ野球選手・阪神タイガース・オリックスバファローズ・東京ヤクルトスワローズ、解説者
- 岡本洋介 - 元プロ野球選手・埼玉西武ライオンズ・阪神タイガース
- 山本哲哉 - 元プロ野球選手・東京ヤクルトスワローズ、コーチ
- 崎山収 - キューブシステム  代表取締役会長
- 山下博美 - 和歌山放送田辺支局勤務・ラジオパーソナリティー
- 玉木久登 - 有田市長